# 하나손해보험
하나손해보험은 서울특별시 종로구에 본사를 둔 대한민국의 보험회사이다. 한국교직원공제회 자회사인 더케이손해보험이었으나 하나금융그룹에 매각되어 2020년 6월 1일 하나손해보험으로 재출범하였다.